# Стивен Фрирс
Стивен Фрирс (рођен 20. јуна 1941. године у Лестеру), је енглески редитељ.